# كأس الأمير فيصل بن فهد لكرة السلة 2016-2017
كأس الأمير فيصل بن فهد لكرة السلة 2016-2017 هي مسابقة كرة سلة في السعودية تم تنظيمها من قبل الاتحاد السعودي لكرة السلة. شارك فيها 16 فريقا. بدأت بتاريخ الاثنين 20 فبراير 2017. فاز الاتحاد بالبطولة بعد انتصاره على الأهلي في النهائي بنتيجة 86-70.

## الفرق المشاركة
- الاتحاد
- الأنصار
- الهلال
- الفتح
- النهضة
- النصر
- الأهلي
- أحد
- القادسية
- الوحدة
- الصفا
- المسيرة
- السلام
- النور
- أبها
- العربي

## المراحل
تضمنت المسابقة ثلاث مراحل دور الـ 16 ، ربع النهائي، نصف النهائي بالإضافة إلى النهائي.
- دور الـ 16 أقيم في 20 فبراير 2017

| - أحد 106 : 65 الصفا - الاتحاد 131 : 48 الهداية - الفتح 66 : 41 الخويلدية - الهلال 78 : 67 السلام | - الأنصار 87 : 80 النهضة - النصر 20 : 0 العربي - الأهلي 119 : 48أبها - الوحدة 62 : 66النور |

- ربع النهائي أقيم في 27 يناير 2017

- الأهلي	91 : 78	الهلال
- الفتح	80 : 70	الأنصار
- الاتحاد	99 : 45	النور
- النصر	61 : 54	أحد
- نصف النهائي أقيم في 6 مارس 2017

- النصر	64 : 67	الاتحاد
- الفتح	79 : 98	الأهلي

- النهائي أقيم بتاريخ الأثنين 3 أبريل 2017 في مدينة جدة بين فريقي الاتحاد والأهلي، انتهت المبارة بنتيجة 86-70 لفريق الاتحاد والحصول علي اللقب الرابع.[3]

## وصلات خارجية
الصفحة الرسمية لنادي الأتحاد